# Toomas Tohver
Toomas Tohver (Pärnu, 24 aprile 1973) è un ex calciatore estone, di ruolo portiere.

## Carriera

### Club
Tohver vestì la maglia del Kalakombinaat/MEK Pärnu, per poi trasferirsi al Flora Tallinn. Nel 1997, passò agli svedesi del Visby, per poi ritornare in Estonia e giocare Vall Tallinn e nel Flora Tallinn.
Fu allora ingaggiato dai norvegesi dello Hønefoss, all'epoca militanti nella 1. divisjon. Esordì in squadra il 24 maggio 2001, nel pareggio per 3-3 sul campo dello Ørn-Horten. Nel 2005, si accordò con il Trøgstad/Båstad.
Nel 2007 tornò in Estonia, per giocare prima nel Tulevik Viljandi e poi nel Flora Rakvere.

### Nazionale
Conta 25 presenze per l'Estonia, collezionate tra il 1994 e il 2000.